# Стилијан Пефлагонијски
Преподобни Стилијан Пефлагонијски (грч. Στυλιανός) је хришћански светитељ из 6. века.
Рођен је око 550. године у Пафлагонији. Био је пријатељ и савременик светог Алимпија Столпника. У младости се замонашио. Познат је по строгим и напорним подвижништву. Живео је у пустињи, у пећини.
По предању цркве био је велики чудотворац пре и после смрти. Помаже нарочито болесној деци и бездетним родитељима.
Православна црква прославља преподобног Стилијана 26. новембра по јулијанском календару.